# Abilene Town
Abilene Town (Brasil: Rua dos Conflitos / Portugal: Alvorada de Fogo[carece de fontes?]) é um filme norte-americano de 1946, do gênero faroeste, dirigido por Edwin L. Marin e estrelado por Randolph Scott e Ann Dvorak.
A partir de 1946, com exceção de Home Sweet Homicide e Christmas Eve, Randolph Scott atuou exclusivamente em faroestes. Abilene Town, que inaugura essa fase de sua carreira, é muito elogiado pela crítica.

## Sinopse
Dan Mitchell é o delegado federal destacado para Abilene, cidade em crescimento dividida entre criadores de gado e agricultores. A convivência nem sempre é pacífica, porém Dan mantém a paz colocando saloons, jogadores e armas de um lado da rua principal, e comerciantes, fazendeiros, mulheres e crianças do outro. Seu coração está dividido entre Rita, cantora de saloon, e Sherry, filha do respeitável Ed Balder. Uma nova leva de colonos chega à cidade e conflitos emergem, com mortes e outros problemas. No meio de tudo isso, Dan e Trimble, o xerife covarde, procuram apaziguar os ânimos e fazer justiça com a Lei numa mão e a arma na outra.

## Elenco
| Ator/Atriz     | Personagem             |
| -------------- | ---------------------- |
| Randolph Scott | Dan Mitchell           |
| Ann Dvorak     | Rita                   |
| Edgar Buchanan | Xerife 'Bravo' Trimble |
| Rhonda Fleming | Sherry Balder          |
| Lloyd Bridges  | Henry Dreiser          |
| Helen Boyce    | Big Annie              |
| Howard Freeman | Ed Balder              |
| Richard Hale   | Charlie Fair           |
| Jack Lambert   | Jet Younger            |
| Dick Curtis    | 'Cap' Ryker            |
| Earl Schenck   | George Hazelhurst      |
| Eddy Waller    | Hannaberry             |
| Hank Patterson | Doug Neil              |

## Galeria

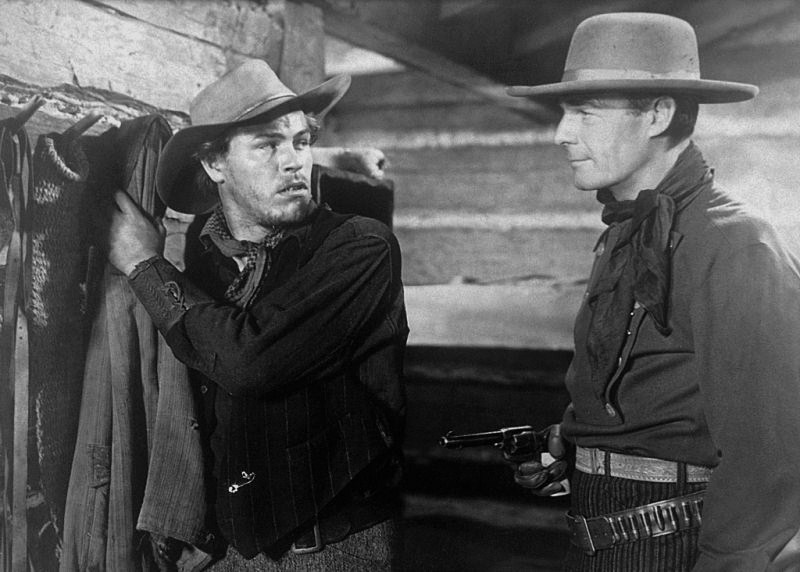
Jack Lambert e Randolph Scott
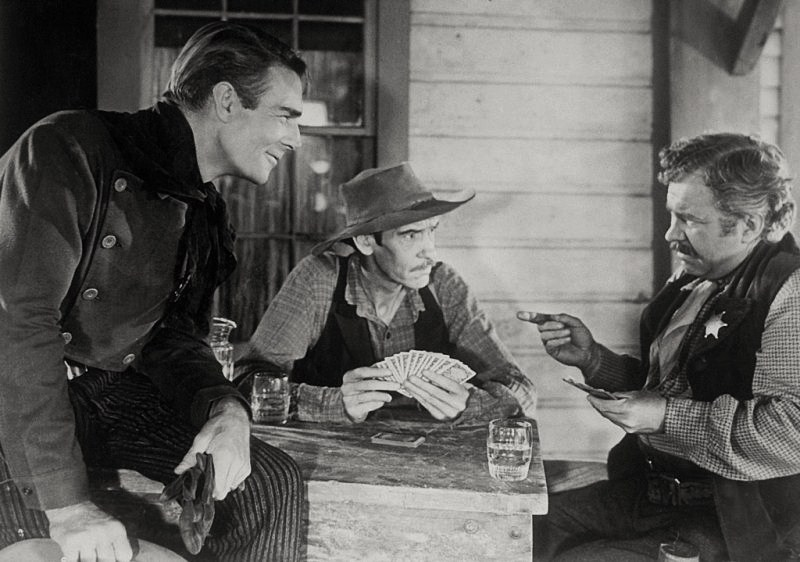
Randolph Scott, Richard Hale e Edgar Buchanan
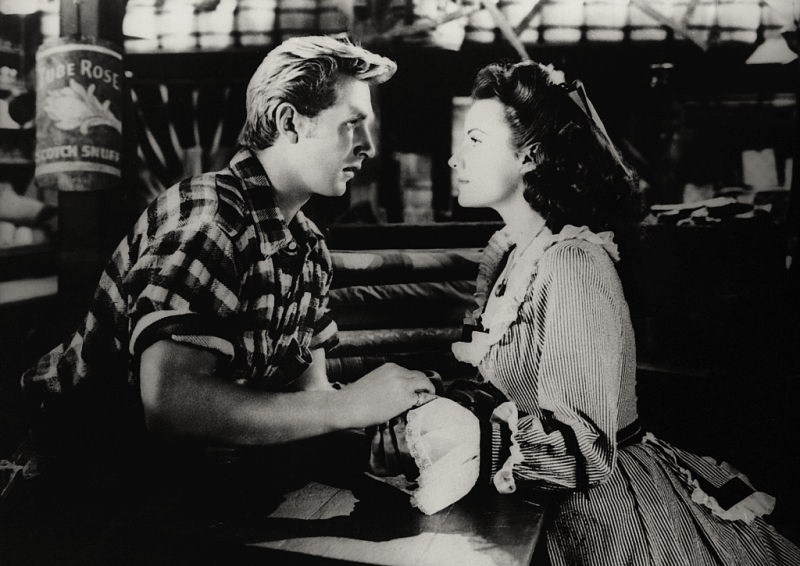
Lloyd Bridges e Rhonda Fleming
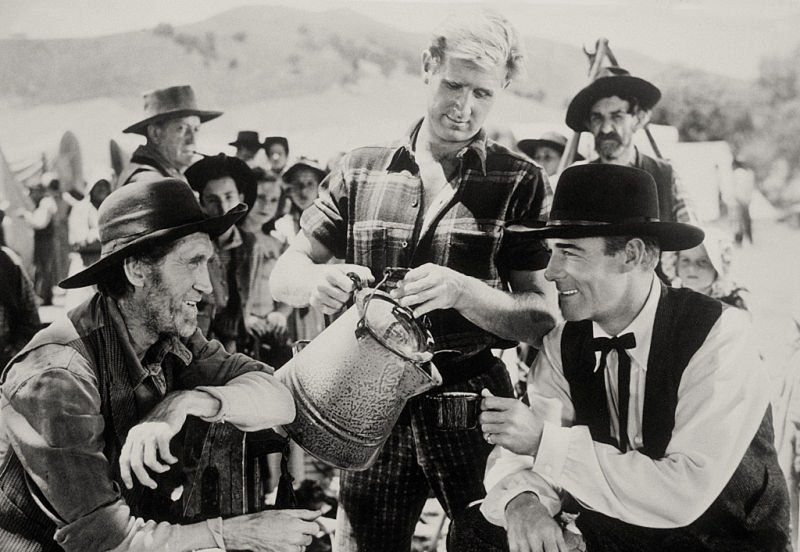
Hank Patterson, Lloyd Bridges e Randolph Scott